# Ère Kashō
L’ère Kashō, (嘉祥), aussi connue sous le nom Kajō (嘉祥󠄀), est une des ères du Japon (年号, nengō, lit. « nom de l'année ») après l'ère Jōwa et avant l'ère Ninju. Cette ère couvre la période allant du mois de juin 848 jusqu'au mois d'avril 851. Les empereurs régnants sont  Ninmyō (仁明天皇) et Montoku (文徳天皇).

## Changement d'ère
- 9 février 848 Kashō gannen (嘉祥元年?) : Le nom de la nouvelle ère, Kajō (signifiant « bon augure »), est créé parce qu'une tortue blanche a été découverte dans la province de Bungo et qu'elle a été présentée à l'empereur. L'ancienne ère se termine quand commence la nouvelle, en Jōwa 15, le 13e jour du 6e mois de 848[3].

## Événements de l'ère Kashō
- 14 février 848 (Kashō 1, 10e jour du1re mois) : Le dainagon Fujiwara no Yoshifusa (904-872) est nommé udaijin. Il est le frère de l'ancien sadaijin Fujiwara Fuyutsugu (775-826). Fujiwara no Akira-keiko, la fille de Yoshifusa, devient la femme de l'empereur Montoku et la mère de l'empereur Seiwa[4].
- 848 (Kashō 1, 6e mois) : Une tortue blanche est découverte dans la province de Bungo. Comme c'est une chose extraordinaire, tous les officiels de la cour se présentent devant l'empereur et commentent le bon augure que représente cette tortue[5].
- 849 (Kashō 2, 4e mois) : Un ambassadeur du royaume de Baekje est reçu à la cour[5].
- 849 (Kashō 2, 5e mois) : L'ambassadeur de Baekje est reçu par l'empereur qui le distrait. L'empereur Tenmyō charge Ono no Takamura de préparer une lettre qui doit être présentée à la cour de Baekje[5].
- 849 (Kashō 2, 10e mois) : Nimmyo célèbre son 40e anniversaire et de nombreux cadeaux lui sont offerts[5].
- 849 (Kashō 2, 11e mois) : L'empereur fait le tour de la capitale en grande procession et quand il passe devant la prison, il ordonne à Yoshifusa de libérer tous les prisonniers qui y sont enfermés. Ninmyo fait distribuer du riz et de la petite monnaie aux pauvres[5].
- 850 (Kashō 3,1re mois) : l'empereur effectue une visite officielle (chōkin) à la résidence de sa mère pour témoigner de sa piété filiale[6].
- 6 mai 850 (Kashō 3, 21e jour du 3e mois) : L'empereur Ninmyō meurt à l'âge de 41 ans et sa sœur ainée reçoit la succession (senso)[7]. Peu après, l'empereur Montoku accède formellement au trône (sokui)[8]. Selon ses vœux, il est enterré sans pompe ni cérémonie. Après cela, l'empereur est parfois appelé l'« empereur de Fukakasa » d'après le nom donné à son mausolée. L'empereur Ninmyo a régné 17 ans. 14 ans durant l'ère Jōwa et 3 ans durant l'ère Kajō[9].
- 850 (Kashō 3, 5e mois) : Tachibana no Kachiko veuve de l'empereur Saga, mère de l'empereur Ninmyō et grand-mère de l'empereur Montoku meurt. Cette bouddhiste très pieuse a créé un temple appelé Danrin-ji (檀林寺?) sur le site de l'actuel Tenryū-ji (天龍寺?) - plus cérémonieusement connu sous le nom Tenryū Shiseizen-ji (天龍資聖禅寺?), situé dans ce qui est de nos jours Susukinobaba-chō, district d'Ukyō à Kyoto. Avant sa mort, l'ancienne impératrice est connue par son nom honorifique et son titre, Danrin-kōgō (檀林皇后?) et est honorée comme si elle était une sainte[10].

| Kashō     | 1re | 2e  | 3e  | 4e  |
| Grégorien | 848 | 849 | 850 | 851 |